# Materialisme dialèctic

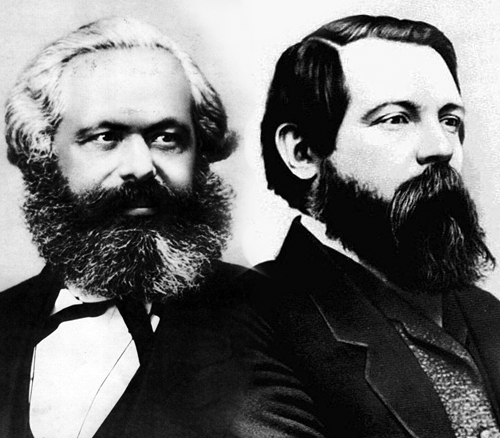
Karl Marx i Friedrich Engels.

Materialisme dialèctic és el corrent del materialisme filosòfic d'acord amb els plantejaments originals de Friedrich Engels i Karl Marx que després van ser enriquits per Vladímir Ilitx Ulànov Lenin i sistematitzats per membres de l'Acadèmia de les Ciències de la Unió Soviètica principalment. Aquest corrent filosòfic defineix la matèria com el substrat de tota realitat sigui concreta o abstracta, hi comprés les idees, s'emancipa la primacia i independència de la matèria davant la consciència i l'espiritual, declara la cognoscibilitat del món en virtut de la seva naturalesa material, i aplica la dialèctica —basada en les lleis dialèctiques proposades per Georg Wilhelm Friedrich Hegel— per interpretar el món, amb la qual cosa supera el materialisme mecanicista. El materialisme dialèctic és la base filosòfica del comunisme marxista-leninista. Denominat diamat, el materialisme dialèctic va ser la filosofia oficial de l'antiga Unió Soviètica.
El materialisme dialèctic, com a sistema filosòfic, és oposat a l'idealisme filosòfic que concep l'esperit com a principi de la realitat. Per al materialisme dialèctic les idees tenen un origen físic, és a dir, el primer és la matèria i la consciència n'és un derivat. Com a tal, el materialisme dialèctic pretén basar-se en les dades, resultats i avenços de les ciències, i la seva essència es manté en correspondència i vigència amb la tradicional orientació progressista del pensament racional científic. Així mateix, s'oposa al corrent filosòfic de l'agnosticisme, com que declara la cognoscibilitat del món en virtut de la materialitat i de l'existència objectiva en el temps i en l'espai. Engels ho va explicar així: «Les formes fonamentals de tot ser són l'espai i el temps, i un ésser concebut fora del temps és tan absurd com ho seria un ésser concebut fora de l'espai».

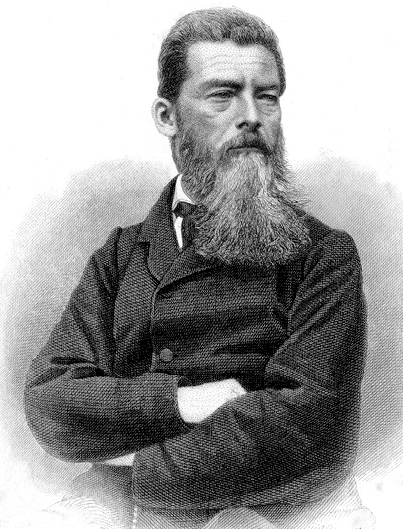
Ludwig Feuerbach.

Engels i Marx van sintetitzar llur materialisme dialèctic a partir d'una demolidora crítica del materialisme mecànic de Ludwig Feuerbach i a la dialèctica idealista de Hegel. Al materialisme de Feuerbach el van considerar com un materialisme influït pels corrents del pensament filosòfic metafísic i idealista. Famoses són les onze tesis sobre Feuerbach de Marx i Engels, en particular l'onzena que diu així: «Els filòsofs no han fet més que interpretar de diverses maneres el món, però del que es tracta és de transformar-lo». De la dialèctica hegeliana, Engels diu que aquesta es trobava cap per avall i que va ser Marx que la va posar dempeus. Mésianismo tard, Engels va descriure les lleis de la dialèctica en el seu Anti-Dühring, una obra polèmica contra les teories propugnades pel filòsof i economista alemany Karl Eugen Dühring (1833-1921).
Després, al segle xx a Rússia, Lenin va contribuir a les idees materialistes dialèctiques i va desenvolupar polèmiques amb els seus adversaris, particularment amb filòsofs idealistes positivistes com l'austríac Ernst Mach i els russos Aleksandr Bogdànov i Vladímir Bazàrov (nom real: Vladimir A. Rudnev), i, sobretot, el seu empiromonisme. La principal raó de la disputa entre Lenin i aquests filòsofs era llur afirmació que el positivisme idealista era per damunt del debat filosòfic entre idealisme i materialisme. Lenin va escriure: «Materialisme és reconèixer els ‘objectes a si mateixos’ o fora de la ment; les idees i les sensacions són còpies o imatges d'aquests objectes. La doctrina oposada, l'idealisme pretèns que els objectes no existeixen ‘sense la ment’; els objectes són ‘combinacions de sensacions‘».

## La divisió entre materialisme dialèctic i materialisme històric

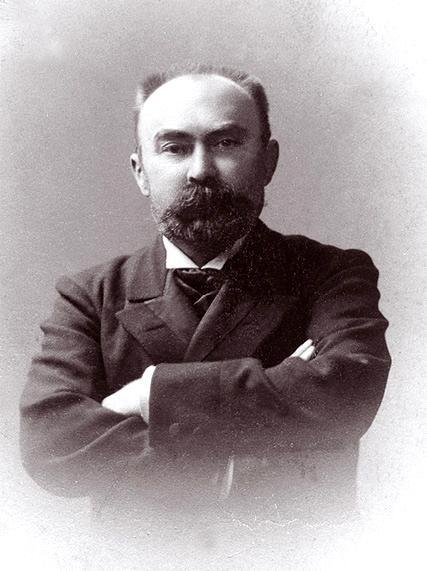
Gueorgui Plekhànov.

Ni Marx ni Engels, mai no van fer servir el terme materialisme dialèctic i no en van donar una definició. El terme va ser introduït pel revolucionari rus del segle xix, Gueorgui Plekhànov, així com la classificació de materialisme dialèctic i materialisme històric. Segons Plekhànov en l'obra La concepció monista de la història, el materialisme dialèctic de Marx i Engels va tenir com a preludi la contraposició del materialisme metafísic dels enciclopedistes (oposats a l'idealisme metafísic heretat de l'Edat Mitjana) i l'idealisme dialèctic dels filòsofs alemanys. Marx i Engels van prendre com a base la crítica materialista de Feuerbach i els hegelians d'esquerra a l'idealisme dialèctic de Hegel. Els desenvolupaments ulteriors, sobretot a partir de les Tesis sobre Feuerbach  (Thesen über Feuerbach) de Marx, van resultar en una visió no-dualista del món que incorporava una relació dialèctica entre matèria i esperit, al qual l'activitat humana és la base d'aquesta interacció.
La introducció dels termes materialisme dialèctic i materialisme històric es pot interpretar com un intent de sistematitzar els fonaments filosòfics de Marx i Engels. Lenin va assumir per establerta aquesta divisió a causa que Plekhànov era considerat el «Pare del Marxisme» a la Rússia del segle xix. En aquesta divisió, el materialisme dialèctic va ser definit més tard per Ióssif Stalin com l'aplicació de les lleis dialèctiques a la naturalesa i el materialisme històric com l'extensió d'aquestes a la història i la societat. Tanmateix, altres autors consideren això com un greu error i consideren que és precisament al revés: Marx va desenvolupar en els seus treballs la concepció materialista de la història (La ideologia alemanya) com a mètode d'anàlisi, sense reeixir a representar-la mai com un sistema. Va ser Engels que va intentar construir, partint dels mètodes utilitzats per Marx en les seves anàlisis històriques, una ontologia marxista, ontologia que va quedar batejada com a materialisme dialèctic. Sense veure'hi la necessitat d'identificar el materialisme dialèctic amb la versió consagrada del diamat com a doctrina oficial de la Unió Soviètica.
Per la seva banda Trotski, dirigent de la Revolució d'Octubre, fundador de l'Exèrcit Roig i més tard líder de l'Oposició d'Esquerra, planteja contra el dogmatisme de la doctrina oficial del règim estalinista, que si bé el materialisme dialèctic abasta tant el materialisme històric com a possibles desenvolupaments en altres camps, com el de les ciències naturals, el que no significa que hi hagi una identitat entre els conceptes, és a dir, que la dialèctica funcioni en aquests camps de la mateixa manera. Trotski defineuix la dialèctica objectiva com la que es pot aplicar a les ciències naturals i dialèctica subjectiva a la corresponent a l'acció i consciència humana. Ambdues formen per a ell una unitat, i l'una és filla de l'altra. El fet de postular l'autonomia absoluta entre natura i consciència, significaria tornar a un dualisme kantià, com el representat en la lògica (que serà després superada per la dialèctica com a forma de pensament), o noves versions historicistes on en realitat tots dos estan continguts en una consciència devoradora que li dona a aquesta un caràcter absolut. Per a Trotski en canvi, són parts diferenciades d'una unitat que no està donada no només per una casual aparició temporal sinó també perquè marquen un desenvolupament històric concret.

## Marx, Engels i la crítica de la religió
Aquesta és la famosa cita textual de K. Marx amb relació a la religió:
| « | La base de la crítica irreligiosa és aquesta : l'home fa la religió; la religió no fa l'home. En altres paraules, la religió és l'autoconsciència i l'autoidentitat de l'home en tant que aquest no s'ha trobat a si mateix o s'ha extraviat de nou. Però l'home no és un ésser abstracte que habita fora del món. L'home és el món humà, l'estat, la societat. Aquest estat, aquesta societat, produeixen la religió, la qual és una consciència del món invertida perquè aquests són un món invertit. La religió és la teoria general d'aquest món, el seu compendi enciclopèdic, la seva lògica en versió popular, el seu punt espiritual d'honor, el seu entusiasme, la seva sanció moral, el seu solemne complement, la seva base general de consolació i justificació. És la realització fantàstica de l'ésser humà en tant que aquest no posseeix realitat veritable alguna. La lluita contra la religió és, per tant, indirectament una lluita contra aquest món l'aroma espiritual del qual és la religió. La misèria religiosa és a un temps expressió de la misèria real i protesta contra la misèria real. La religió és una queixa de la criatura oprimida, el sentiment d'un món sense cor, i l'ànima d'unes condicions malvades. És l'opi del poble. L'abolició de la religió com a felicitat il·lusòria dels homes és una demanda per a la seva felicitat real. La crida a abandonar les seves il·lusions sobre la seva condició és una crida a abandonar una condició que requereix d'il·lusions. La crítica de la religió és, per tant, la crítica embrionària d'aquesta vall de llàgrimes del qual la religió n'és l'halo. | » |
| — | |   |

Engels va dir de la religió:
| « | Tota religió, però, no és altra cosa que un reflex fantàstic en les ments dels homes d'aquestes forces externes que controlen la seva vida diària, un reflex en el qual les forces terrestres assumeixen la forma de forces sobrenaturals". | » |
| — | |   |

## Les dues qüestions bàsiques de la filosofia
El pilar filosòfic fonamental del materialisme dialèctic és el que es defineix com «la qüestió bàsica en filosofia» que es refereix a la relació entre el món material o la realitat que seria independent de l'ésser espiritual o la consciència. S'estableix la relació matèria-sobre-consciència en què la matèria és primària i la consciència és producte del desenvolupament ulterior de la matèria.
La qüestió bàsica en filosofia té dos aspectes fonamentals. La primera és la qüestió de l'essència, de la naturalesa del món. El segon aspecte és la qüestió de la cognoscibilitat d'aquest. "El desenvolupament de les ciències destrueix definitivament la creença idealista que el món estigui basat en el supranatural, en l'espiritual". D'aquesta manera, el materialisme dialèctic està necessàriament vinculat i és inseparable de l'ateisme científic: "ja que només el que és material és perceptible, cognoscible, res no és conegut de l'existència de Déu".
A La Sagrada Família o Crítica de la Crítica Crítica, del qual l'anterior cita és presa, Marx i Engels demostren que l'ateisme és representatiu de les classes progressistes -en particular de la classe burgesa del segle XVIII- que van haver de lluitar contra les concepcions feudals i religioses reaccionàries.
La segona qüestió filosòfica més important per al materialisme dialèctic és si el món està en constant moviment, canvi i desenvolupament qualitatiu i en una interconnexió universal, o és un sistema estàtic i en moció cíclica sense contradiccions internes ni canvis qualitatius. Aquí entra la importància de la dialèctica que és definida com «la ciència de les lleis generals del moviment i desenvolupament de la natura, la societat humana i el pensament». La segona qüestió filosòfica brega especialment contra el mètode metafísic -no contra l'anomenada metafísica- que interpreta la realitat i els fenòmens del món com a aïllats els uns dels altres, a més d'assignar-los la qualitat de ser immutables.

## El concepte filosòfic de matèria
La definició materialista dialèctica del que és matèria va ser exposada per Lenin en la seva obra Materialisme i empirocriticisme d'aquesta manera: «Matèria és una categoria filosòfica que denota la realitat objectiva, la qual és donada a l'home a través de les seves sensacions, i la qual és copiada, fotografiada i reflectida per les nostres sensacions, mentre que existeix independentment d'aquestes».

## Les categories del materialisme dialèctic
Algunes de les categories que es manegen són les següents:
1. Essència i fenomen: L'essència és el conjunt de propietats que determinen el que un objecte és i el que no és; el fenomen és la manifestació de les propietats externes (el que se'ns presenta a la vista).
2. Llei
3. Causa i efecte: La causa fa referència a un fenomen que dona origen a un altre fenomen; així l'efecte és el resultat de l'acció de la causa.
4. Necessitat i casualitat: Es presenta com allò que en condicions normals ha d'ocórrer; la casualitat és allò que en unes condicions concretes pot passar o no.
5. L'històric i el lògic
6. Contingut i forma: El contingut són tots els elements d'un objecte donat; la forma és la manera en què s'expressa aquest contingut, de manera interior i exterior.
7. Possibilitat i realitat: La possibilitat és allò que no existeix però pot arribar a ser; la realitat d'una manera simple, és tot el que existeix.
8. El singular, l'universal i el particular: El singular es refereix al que és propi d'un objecte i el distingeix d'algun altre, es pot pensar en un mateix com a exemple, ja que tots som diferents entre si. L'universal es refereix al que és comú en un grup d'objectes, en aquest cas es dona l'exemple de l'home com a espècie. Finalment el particular fa referència a una unió existent entre el singular i l'universal, l'exemple aquí és com la característica d'una nacionalitat, ja que es presenta com la unió entre la persona pròpia i la raça humana.
9. L'abstracte i el concret

## Lleis de la dialèctica
En el seu Anti-Dühring, Engels exposa que les tres lleis fonamentals de la dialèctica: 
- Llei dels canvis quantitatius en qualitatius
- Llei de la unitat i lluita de contraris
- Llei de la negació de la negació

## La teoria del coneixement materialista dialèctic
Els fonaments de la teoria del coneixement materialista dialèctica van ser formulats per Lenin, els quals es resumeixen en tres assumpcions bàsiques: 
1. "Les coses existeixen independentment de la nostra consciència, independentment de les nostres sensacions, fora de nosaltres (...)
2. No hi ha definitivament cap diferència en principi entre el fenomen i la cosa-en-si, i no pot existir aquesta diferència. L'única diferència és entre el que és conegut i el que encara és desconegut (...)
3. En la teoria del coneixement com en qualsevol altra esfera de la ciència, nosaltres hem de pensar dialècticament, això és, no hem de considerar el nostre coneixement com acabat, com inalterable, però hem de determinar com el coneixement emergeix de la ignorància, com el coneixement incomplet i inexacte es torna complet i més exacte".[6]

## La lògica dialèctica

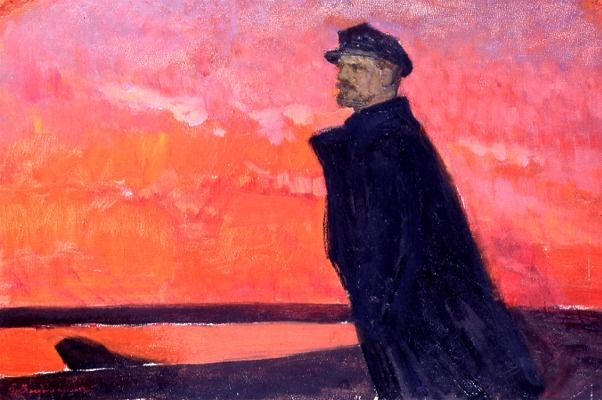
Lenin.

La lògica dialèctica va ser concebuda per Hegel en la seva obra Ciència de la Lògica. En comptes d'eliminar la contradicció, la va convertir en la clau del seu sistema lògic. Per a Marx i Engels la filosofia hegeliana tenia un caràcter revolucionari, que fundava la lògica dialèctica com a lògica del moviment, de l'evolució, del canvi, però requeria ser reelaborada amb l'enfocament del materialisme, de manera que van considerar la dialèctica com «la ciència de les lleis generals del moviment, tant del món exterior com del pensament humà», i així la mateixa dialèctica del concepte es convertia simplement en reflex conscient del moviment dialèctic del món real. Les bases de la lògica dialèctica del marxisme van quedar plantejades en el Anti-Dührin i en la Dialèctica de la Naturalesa d'Engels. El seu treball va ser continuat entre altres per primera vegada per Lenin en la seva obra Materialisme i empirocriticisme. Lenin el 1914 va estudiar detingudament la lògica dialèctica i hi va anotar qüestions fonamentals, en els denominats Quaderns Filosòfics. Lenin va definir quatre qüestions bàsiques per a la construcció de la lògica dialèctica: 
1. Examen de totes les facetes de l'objecte;
2. Examen de l'objecte en el seu "desenvolupament i automoviment" i en les seves "múltiples relacions" amb les altres coses, la unitat dels contraris i la transició[24]i la transformació d'una cosa en una altra;
3. Una "definició" completa d'un objecte ha d'incloure l'experiència humana sencera. La lògica dialèctica sosté que "la veritat és sempre concreta, mai no abstracta […]",[6]el «infinit procés de descobriment de nous aspectes i relacions», de contínu aprofundiment del coneixement;[24]
4. La lògica dialèctica no nega el significat de la lògica formal en l'estructuració del pensament.[25][22]

Una diferència entre la lògica formal i la lògica dialèctica és que aquesta última "revela els principis lògics de la transició al nou coneixement, estudia la formació i el desenvolupament de teories".
Treballs sobre la lògica dialèctica marxista han estat realitzats, entre d'altres, per Henri Lefebvre, Mao Zedong, George Novack i Elí de Gortari. El filòsof soviètic Pàvel Kopnin va desenvolupar aquesta disciplina amb la seva obra Lògica Dialèctica.